# Nuoto ai XVI Giochi paralimpici estivi - Donne 400 metri stile libero
Le gare di nuoto 400 metri stile libero donne ai XVI Giochi paralimpici estivi si sono svolte tra il 25 agosto e il 2 settembre 2021 presso il Tokyo Aquatics Centre. 

## Programma
Sono stati disputati 7 eventi, quattro dei quali articolati in una serie di batterie di qualificazione in mattinata; la finale è stata disputata nel pomeriggio/sera del medesimo giorno.
| Evento | Data   | Data   | Data   | Data   | Data   | Data   | Data   | Data   | Data   | Data   | Data   | Data   | Data   | Data   | Data  | Data  | Data  | Data  |
| Evento | Mer 25 | Mer 25 | Gio 26 | Gio 26 | Ven 27 | Ven 27 | Sab 28 | Sab 28 | Dom 29 | Dom 29 | Lun 30 | Lun 30 | Mar 31 | Mar 31 | Mer 1 | Mer 1 | Gio 2 | Gio 2 |
| Evento | M      | P      | M      | P      | M      | P      | M      | P      | M      | P      | M      | P      | M      | P      | M     | P     | M     | P     |
| ------ | ------ | ------ | ------ | ------ | ------ | ------ | ------ | ------ | ------ | ------ | ------ | ------ | ------ | ------ | ----- | ----- | ----- | ----- |
| S6     |        |        |        |        |        |        |        |        |        |        |        |        |        |        |       |       | B     | F     |
| S7     |        |        |        |        |        |        |        |        |        | F      |        |        |        |        |       |       |       |       |
| S8     |        |        |        |        |        |        |        |        |        |        |        |        |        | F      |       |       |       |       |
| S9     | B      | F      |        |        |        |        |        |        |        |        |        |        |        |        |       |       |       |       |
| S10    |        |        |        |        |        |        |        |        |        |        |        |        |        |        |       | F     |       |       |
| S11    |        |        | B      | F      |        |        |        |        |        |        |        |        |        |        |       |       |       |       |
| S13    |        |        |        |        | B      | F      |        |        |        |        |        |        |        |        |       |       |       |       |

| M | mattina | P | Pomeriggio/sera |

| B | Batterie di qualificazione | F | Finale per medaglia d'oro |

## Risultati
Tutti i tempi sono espressi in secondi. Di fianco al nome dell'atleta, tra parentesi, è indicata la classificazione in cui apparteneva, qualora differente da quella della competizione.

### S6
| Pos. | Atleta                | Nazione       | Tempo   | Note            |
| ---- | --------------------- | ------------- | ------- | --------------- |
|      | Jiang Yuyan           | Cina          | 5:04,57 | Record mondiale |
|      | Yelyzaveta Mereshko   | Ucraina       | 5:12,61 | Record europeo  |
|      | Nora Meister          | Svizzera      | 5:19,67 |                 |
| 4    | Maisie Summers-Newton | Gran Bretagna | 5:24,42 |                 |
| 5    | Eleanor Simmonds      | Gran Bretagna | 5:27,99 |                 |
| 6    | Song Lingling         | Cina          | 5:28,88 |                 |
| 7    | Grace Harvey          | Gran Bretagna | 5:36,86 |                 |
| 8    | Laila Suzigan         | Brasile       | 5:38,72 |                 |

### S7
| Pos. | Atleta                    | Nazione     | Tempo   | Note |
| ---- | ------------------------- | ----------- | ------- | ---- |
|      | McKenzie Coan             | Stati Uniti | 5:05,84 |      |
|      | Giulia Terzi              | Italia      | 5:06,32 |      |
|      | Julia Gaffney             | Stati Uniti | 5:11,89 |      |
| 4    | Ahalya Lettenberger       | Stati Uniti | 5:13,55 |      |
| 5    | Sabrina Duchesne          | Canada      | 5:20,59 |      |
| 6    | Sakura Koike              | Giappone    | 5:34,12 |      |
| 7    | Erel Halevi               | Israele     | 5:44,97 |      |
| 8    | Naomi Somellera Mandujano | Messico     | 5:54,31 |      |

### S8
| Pos. | Atleta                  | Nazione     | Tempo   | Note |
| ---- | ----------------------- | ----------- | ------- | ---- |
|      | Morgan Stickney         | Stati Uniti | 4:42,39 |      |
|      | Jessica Long            | Stati Uniti | 4:43,41 |      |
|      | Xenia Francesca Palazzo | Italia      | 4:56,79 |      |
| 4    | Nahia Zudaire Borrezo   | Spagna      | 5:07,67 |      |
| 5    | Mira Jeanne Maack       | Germania    | 5:12,82 |      |
| 6    | Vendula Dušková         | Rep. Ceca   | 5:20,71 |      |
| 7    | Amalie Vinther          | Danimarca   | 5:22,44 |      |
| 8    | Mariia Pavlova          | RPC         | 6:00,36 |      |

### S9
| Pos. | Atleta             | Nazione       | Tempo   | Note |
| ---- | ------------------ | ------------- | ------- | ---- |
|      | Lakeisha Patterson | Australia     | 4:36,68 |      |
|      | Zsófia Konkoly     | Ungheria      | 4:36,76 |      |
|      | Toni Shaw          | Gran Bretagna | 4:39,32 |      |
| 4    | Ellie Cole         | Australia     | 4:43,98 |      |
| 5    | Xu Jialing         | Cina          | 4:51,00 |      |
| 6    | Nuria Marqués Soto | Spagna        | 4:52,64 |      |
| 7    | Summer Schmit      | Stati Uniti   | 4:56,92 |      |
| 8    | Natalie Sims       | Stati Uniti   | 4:58,55 |      |

### S10
| Pos. | Atleta                        | Nazione       | Tempo   | Note            |
| ---- | ----------------------------- | ------------- | ------- | --------------- |
|      | Aurelie Rivard                | Canada        | 4:24,08 | Record mondiale |
|      | Bianka Pap                    | Ungheria      | 4:29,83 |                 |
|      | Oliwia Jabłońska              | Polonia       | 4:33,20 |                 |
| 4    | Zara Mullooly                 | Gran Bretagna | 4:44,50 |                 |
| 5    | María Paula Barrera Zapata    | Colombia      | 4:48,73 |                 |
| 6    | Stefanny Rubi Cristino Zapata | Messico       | 4:49,79 |                 |

### S11
| Pos. | Atleta                             | Nazione     | Tempo   | Note            |
| ---- | ---------------------------------- | ----------- | ------- | --------------- |
|      | Anastasia Pagonis                  | Stati Uniti | 4:54,49 | Record mondiale |
|      | Liesette Bruinsma                  | Paesi Bassi | 5:05,34 |                 |
|      | Cai Liwen                          | Cina        | 5:07,56 | Record asiatico |
| 4    | Wang Xinyi                         | Cina        | 5:23,05 |                 |
| 5    | Matilde Estefanía Alcázar Figueroa | Messico     | 5:24,63 |                 |
| 6    | McClain Hermes                     | Stati Uniti | 5:29,34 |                 |
| 7    | Anastasiia Shevchenko              | RPC         | 5:33,08 |                 |
| 8    | Martina Rabbolini                  | Italia      | 5:47,25 |                 |

### S13
| Pos. | Atleta                      | Nazione     | Tempo   | Note             |
| ---- | --------------------------- | ----------- | ------- | ---------------- |
|      | Anna Stetsenko              | Ucraina     | 4:23,92 |                  |
|      | Carlotta Gilli              | Italia      | 4:26,14 |                  |
|      | Katja Dedekind              | Australia   | 4:35,87 | Record oceaniano |
| 4    | Shokhsanamkhon Toshpulatova | Uzbekistan  | 4:36,65 |                  |
| 5    | Róisín Ní Riain             | Irlanda     | 4:44,09 |                  |
| 6    | María Delgado Nadal (S12)   | Spagna      | 4:46,88 |                  |
| 7    | Makayla Nietzel             | Stati Uniti | 4:47,45 |                  |
| 8    | Ayano Tsujiuchi             | Giappone    | 4:50,01 |                  |